# Love & War (Daniel Merriweather)
Love & War è il secondo album del cantante australiano Daniel Merriweather, pubblicato nel giugno 2009.
L'album, prodotto da Mark Ronson, è stato pubblicato su etichetta Columbia Records. Grazie ai singoli Change e Red, l'album ha raggiunto la posizione numero 2 nella Official Albums Chart.

## Tracce
1. "For Your Money" – 4:53
2. "Impossible" – 4:07
3. "Change" (feat. Wale) – 3:21
4. "Chainsaw" – 4:05
5. "Cigarettes" – 3:24
6. "Red" – 3:53
7. "Could You" – 3:36
8. "Not Giving Up" – 3:14
9. "Getting Out" – 3:17
10. "Water and a Flame" (feat. Adele) – 3:40
11. "Live by Night" – 2:53
12. "Giving Everything Away for Free" – 3:30
13. "The Children" (Digital/Japan Bonus Track) – 3:29
14. "You Don't Know What Love Is" (Japan Bonus Track)